# Masked Intruder
Masked Intruder is een Amerikaanse poppunkband uit Madison, Wisconsin.
De leden van de band noemen zichzelf Intruder Yellow, Intruder Green, Intruder Red en Intruder Blue. Ze dragen gekleurde bivakmutsen, waardoor hun gezichten en identiteit onbekend zijn. Intruder Blue en Intruder Green hebben elkaar in de gevangenis ontmoet, en zijn daar ook de band begonnen. Hun eerste album werd door Red Scare Industries uitgegeven in 2012 en werd een jaar later heruitgegeven door Fat Wreck Chords.

## Discografie

### Studioalbums
- Masked Intruder (2012, Red Scare Industries)
  - Heruitgegeven door Fat Wreck Chords in 2013
- M.I. (2014, Fat Wreck Chords)

### Ep's
- Demo (2011, eigen beheer)
- First Offence (2012, Hang Up Records)
- Masked Intruder/The Turkletons (2012, Hang Up Records, splitalbum met The Turkletons)
- The Wedding 7" (2013, Solidarity Recordings, splitalbum met Dan Vapid and the Cheats)
- Red Scare Across America (2013, Red Scare Industries, splitalbum met Elway en Sam Russo)
- Under the Mistletoe 7" (2013, Fat Wreck Chords)

### Videoclips
- "I Don't Wanna Be Alone Tonight" (2013)
- "Crime Spree" (2014)
- "The Most Beautiful Girl" (2014)
- "First Star Tonight" (2017)